# Wyciąg (województwo wielkopolskie)
Wyciąg – osada w Polsce położona w województwie wielkopolskim, w powiecie pilskim, w gminie Wyrzysk.
W latach 1975–1998 miejscowość administracyjnie należała do województwa pilskiego.